# Coupe des villes de foires
La Coupe internationale des villes de foires est une ancienne compétition annuelle de football européen qui s'est disputée entre 1955 et 1971. La compétition est fondée par le Suisse Ernst Thommen, l'Italien Ottorino Barassi et l'Anglais Sir Stanley Rous le 18 avril 1955, deux mois après la création de la Coupe des clubs champions européens.
Comme son nom le suggère, cette coupe est instaurée dans le but de promouvoir les foires internationales. En effet, des matches amicaux entre villes hôtes de foires internationales se tiennent régulièrement, d'où l'idée de cette coupe. La compétition est initialement ouverte seulement pour les villes accueillant ces foires, indépendamment du classement dans leurs championnats nationaux et les premières éditions sont soumises à la règle une ville, une équipe, avec possibilité de sélection de joueurs de différents clubs de la ville. 
En 1971, elle est remplacée par la Coupe de l'UEFA, qui sera renommée  « Ligue Europa » en 2009.

## Histoire

### L'ère espagnole
La première édition doit se dérouler sur deux saisons afin de ne pas perturber le calendrier des championnats nationaux. Cependant, puisqu'elle doit aussi coïncider avec les foires internationales, elle est prolongée sur une saison supplémentaire. La compétition commence donc en 1955 pour se terminer en 1958. Les villes participantes sont Bâle, Barcelone, Birmingham, Cologne, Copenhague, Francfort-sur-le-Main, Lausanne, Leipzig, Londres, Milan, Vienne et Zagreb. Cette édition se dispute en groupes dont les vainqueurs accèdent aux demi-finales. Les participants ne sont pas des clubs mais des équipes représentant la ville. Les finalistes sont Barcelone et une sélection londonienne. Alors que la sélection de Londres comprend effectivement 11 joueurs de différents clubs, l'adversaire est essentiellement l'équipe du FC Barcelone renforcée par un joueur du RCD Espanyol. Après un match nul (2-2) à Stamford Bridge, Barcelone triomphe en gagnant le match retour 6-0.
Une seconde édition prend place entre 1958 et 1960. Cette fois-ci le format de groupes est abandonné au profit d'une compétition à élimination directe. Barcelone conserve la Coupe, en battant Birmingham City 4-1 en finale.
À partir de la troisième édition (1960-1961), la compétition se déroule sur une seule saison, comme la Coupe des clubs champions européens. Le FC Barcelone dispute d'ailleurs lors de la saison 1960-1961 la Coupe des villes de foires et la Coupe des clubs champions européens. Au début du football européen, ces deux compétitions sont relativement indépendantes au niveau de l'organisation et donc peuvent être en concurrence, l'UEFA n'ayant pas en charge la coupe des villes de foires. Cependant, la Coupe des clubs champions européens s'impose rapidement comme la compétition européenne majeure, celle qui fait référence, car ses participants sont chaque année les champions nationaux.
Birmingham City atteint sa seconde finale de la coupe des villes de foire en deux ans mais l'équipe anglaise est une nouvelle fois battue. Après un 2-2 obtenu à domicile, elle s'incline 2-0 contre l'AS Roma au match retour.
Lors de la saison 1961-1962, trois équipes d'un même pays peuvent participer à la compétition, tandis que la règle une ville, une équipe tombe en désuétude. Les villes d'Édimbourg (Hibernian FC et Heart of Midlothian), Milan (Inter Milan et Milan AC) et Barcelone (FC Barcelone et RCD Espanyol) sont en effet représentées par deux équipes chacune. Les équipes de villes à base de sélection sont par ailleurs de moins en moins nombreuses, de cinq en 1961-1962, il n'en reste qu'une en 1963-1964. L'augmentation du nombre d'équipes par pays permet aux clubs ibériques d'assoir leur domination. Le FC Barcelone est désormais rejoint par le Valence CF et le Real Saragosse. Ces clubs remportent à eux trois la compétition à six reprises de 1958 à 1966. La Coupe des villes de foires voit également trois finales 100% espagnoles en 1962, 1964 et 1966.
L'édition 1965 enregistre une participation record de 48 équipes, témoignant du statut grandissant de cette Coupe des villes de foires qui devient une véritable compétition de clubs, à l'instar de la coupe des champions. Elle voit aussi la deuxième finale sans équipe espagnole. Les Hongrois du Ferencváros TC battent la Juventus en finale unique. L'édition 1966 attire l'attention pour de mauvaises raisons ; les joueurs de Chelsea FC sont bombardés de détritus à Rome et ceux de Leeds United disputent une rencontre plus que houleuse contre le Valence CF qui se termine avec trois expulsions. Leeds United voit également Johnny Giles expulsé lors de la demi-finale contre le Real Saragosse. La finale est remportée par le FC Barcelone contre le Real Saragosse 4 buts à 3 (score cumulé).

### La période anglaise
L'édition de 1967 voit l'émergence de clubs anglais avec notamment Leeds United. Bien qu'ayant perdu en finale contre le Dinamo Zagreb, Leeds prend sa revanche l'année suivante contre le Ferencváros TC et devient le premier club anglais vainqueur de la compétition. Les victoires de Newcastle United, Arsenal FC et à nouveau Leeds United illustrent la mainmise des clubs anglais lors des quatre dernières éditions de cette Coupe des villes de foires.

### La Coupe UEFA
En 1971, l'UEFA reprend en main l'organisation de la coupe et crée la Coupe UEFA. En remplaçant le trophée, en renommant la compétition et en modifiant les critères de qualification, l'UEFA tourne la page de la « Coupe des villes de foires ». Le 22 septembre 1971, un match est disputé entre les tenants du titre Leeds United et les triple vainqueurs, le FC Barcelone, afin de décider de l'attribution définitive du trophée. Le FC Barcelone gagne ce match final 2 buts à 1.

## Finales
| N° | Édition | Vainqueur            | Finaliste       | Score          | Lieu                                                      | Note                                                                                 |
| -- | ------- | -------------------- | --------------- | -------------- | --------------------------------------------------------- | ------------------------------------------------------------------------------------ |
| 1  | 1958    | FC Barcelone (1)     | Londres XI      | 2 – 2 6 – 0    | Stamford Bridge, Londres Camp Nou, Barcelone              | Double confrontation                                                                 |
| 2  | 1960    | FC Barcelone (2)     | Birmingham City | 0 – 0 4 – 1    | St Andrew's, Birmingham Camp Nou, Barcelone               | Double confrontation                                                                 |
| 3  | 1961    | AS Rome (1)          | Birmingham City | 2 – 2 2 – 0    | St Andrew's, Birmingham Stadio Olimpico, Rome             | Double confrontation                                                                 |
| 4  | 1962    | Valence CF (1)       | FC Barcelone    | 6 – 2 1 – 1    | Stade de Mestalla, Valence Camp Nou, Barcelone            | Double confrontation                                                                 |
| 5  | 1963    | Valence CF (2)       | Dinamo Zagreb   | 2 – 1 2 – 0    | Stade Maksimir, Zagreb Stade de Mestalla, Valence         | Double confrontation                                                                 |
| 6  | 1964    | Real Saragosse (1)   | Valence CF      | 2 – 1          | Camp Nou, Barcelone                                       | Match unique                                                                         |
| 7  | 1965    | Ferencváros (1)      | Juventus        | 1 – 0          | Stadio Comunale, Turin                                    | Match unique                                                                         |
| 8  | 1966    | FC Barcelone (3)     | Real Saragosse  | 0 – 1 4 – 2 ap | Camp Nou, Barcelone La Romareda, Saragosse                | Double confrontation                                                                 |
| 9  | 1967    | Dinamo Zagreb (1)    | Leeds United    | 2 – 0 0 – 0    | Stade Maksimir, Zagreb Elland Road, Leeds                 | Double confrontation                                                                 |
| 10 | 1968    | Leeds United (1)     | Ferencváros     | 1 – 0 0 – 0    | Elland Road, Leeds Nepstadion, Budapest                   | Double confrontation                                                                 |
| 11 | 1969    | Newcastle United (1) | Újpest Dózsa SC | 3 – 0 2 – 3    | St James' Park, Newcastle Szusza Ferenc Stadion, Budapest | Double confrontation                                                                 |
| 12 | 1970    | Arsenal (1)          | RSC Anderlecht  | 1 – 3 3 – 0    | Stade Emile Versé, Bruxelles Highbury, Londres            | Double confrontation                                                                 |
| 13 | 1971    | Leeds United (2)     | Juventus        | 2 – 2 1 – 1    | Stadio Comunale, Turin Elland Road, Leeds                 | Double confrontation Coupe attribuée suivant la règle des buts marqués à l'extérieur |

1. ↑  Le 26 mai, le match aller de la finale de 1971 à Turin entre la Juventus et Leeds United est interrompu après 51 minutes de jeu en raison d'un terrain impraticable, alors que le score est de 0 – 0. Le match est rejoué dans son intégralité deux jours plus tard, le 28 mai.

## Match pour l'attribution définitive du trophée
Après la saison 1970-1971, la Coupe des villes de foires est remplacée par la Coupe UEFA. Un match opposant le premier vainqueur de la compétition, le FC Barcelone, et le dernier en date, Leeds United, a lieu le 22 septembre 1971 pour déterminer le club qui conservera le trophée. La rencontre est remportée par le club espagnol sur le score de 2 buts à 1 grâce à un doublé de Teófilo Dueñas en deuxième période, entrecoupé d'une égalisation de Joe Jordan entre-temps. Il s'agît également du dernier match de l'arbitre hongrois István Zsolt.
| Titulaires :  |                    |     |
|               |                    |     |
| 1             | Salvador Sadurní   |     |
| 2             | Joaquim Rifé       |     |
| 3             | Eladio             |     |
| 4             | Antoni Torres      |     |
| 5             | Gallego            |     |
| 6             | Quique Costas      |     |
| 7             | Carles Rexach      |     |
| 8             | Juan Carlos        |     |
| 9             | Teófilo Dueñas     |     |
| 10            | Marcial            |     |
| 11            | Juan Manuel Asensi | 79e |
|               |                    |     |
| Remplaçants : |                    |     |
| 12            | Josep Maria Fusté  | 79e |
|               |                    |     |
| Entraîneur :  |                    |     |
| Rinus Michels |                    |     |

| Titulaires : |               |  |
|              |               |  |
| 1            | Gary Sprake   |  |
| 2            | Paul Reaney   |  |
| 3            | Nigel Davey   |  |
| 4            | Billy Bremner |  |
| 5            | Jack Charlton |  |
| 6            | Norman Hunter |  |
| 7            | Peter Lorimer |  |
| 8            | Joe Jordan    |  |
| 9            | Rod Belfitt   |  |
| 10           | Johnny Giles  |  |
| 11           | Chris Galvin  |  |
|              |               |  |
| Entraîneur : |               |  |
| Don Revie    |               |  |

| Titulaires :  |                    |     |
|               |                    |     |
| 1             | Salvador Sadurní   |     |
| 2             | Joaquim Rifé       |     |
| 3             | Eladio             |     |
| 4             | Antoni Torres      |     |
| 5             | Gallego            |     |
| 6             | Quique Costas      |     |
| 7             | Carles Rexach      |     |
| 8             | Juan Carlos        |     |
| 9             | Teófilo Dueñas     |     |
| 10            | Marcial            |     |
| 11            | Juan Manuel Asensi | 79e |
|               |                    |     |
| Remplaçants : |                    |     |
| 12            | Josep Maria Fusté  | 79e |
|               |                    |     |
| Entraîneur :  |                    |     |
| Rinus Michels |                    |     |

| Titulaires : |               |  |
|              |               |  |
| 1            | Gary Sprake   |  |
| 2            | Paul Reaney   |  |
| 3            | Nigel Davey   |  |
| 4            | Billy Bremner |  |
| 5            | Jack Charlton |  |
| 6            | Norman Hunter |  |
| 7            | Peter Lorimer |  |
| 8            | Joe Jordan    |  |
| 9            | Rod Belfitt   |  |
| 10           | Johnny Giles  |  |
| 11           | Chris Galvin  |  |
|              |               |  |
| Entraîneur : |               |  |
| Don Revie    |               |  |

## Source
- (en) Karel Stokkermans, « Fairs' Cup », sur rsssf.com, 26 janvier 2000 (consulté le 4 avril 2009)